# 가니메데스

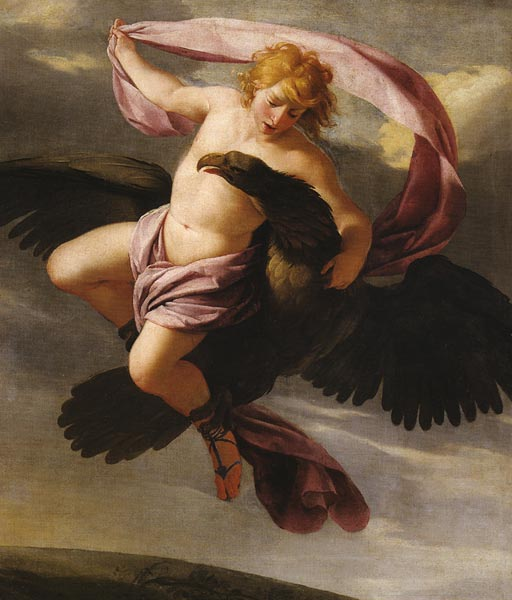
가니메데스의 납치

가니메데스 또는 가뉘메데스(그리스어: Γανυμήδης)는 그리스 신화에 등장하는 인물로 트로이 사람이다. 그는 트로스와 강의 신 스카만드로스의 딸 칼리로에 사이에 태어난 아들로 일로스, 아사라코스와는 형제지간이었다. 가니메데스는 인간 중에서 가장 아름다운 용모를 가진 인간으로 제우스가 그에게 연정을 품고 독수리의 모습을 하고 납치해서 천상으로 데려가서 신들의 잔 드리는 자로 삼았다고 한다.

## 같이 보기
- 가니메데